# FC Punjab Police
El FC Punjab Police es un equipo de fútbol de la India que juega en la Super Liga de Fútbol de Punjab, la tercera liga de fútbol más importante del país.

## Historia
Fue fundado en el año 1950 en la ciudad de Jalandhar, en Punjab. Nunca ha sido campeón de Liga, pero ha ganado más de 30 títulos de Copa en la India, tanto nacionales como regionales. Ha sido finalista de la Copa Durand 2 veces y de la IFA Shield 1 vez.
A nivel internacional ha participado en 1 torneo continental, en la Copa de Clubes de Asia de 1971, donde fue eliminado en la fase de grupos por el Maccabi Tel Aviv FC de Israel, el Al-Shorta de Siria y el Bangkok Bank FC de Tailandia.

## Palmarés
- Liga de Fútbol de Punjab: 2

1994/95, 2021/22
- Memorial Cup: 8

1978, 1979, 1980, 1981, 1983, 1984, 1989, 2004
- Trofeo Hot Weather: 4

1998, 1999, 2002, 2003
- Trofeo DCM: 2

1966, 1976
- Governor's Gold Cup: 4

1982, 1983, 1999, 2003
- Lt. Governor's Cup: 2

2004, 2006
- Memorial Trophy: 2

2001, 2004
- Copa Sait Nagjee: 1

1962
- Trofeo Bordoloi: 1

1994
- Copa BN Mullick Police: 1

1998
- Memorial Football Tournament: 1

2000
- Royal Gold Cup: 1

2001
- Trofeo de Fútbol Memorial Olímpico Jarnail Singh: 1

2003
- Trofeo Memorial Rajiv Gandhi: 1

2003
- Copa Durand: 0
  - Finalista: 2

1966, 1981
- Copa IFA Shield: 0
  - Finalista: 1

1987

## Participación en competiciones de la AFC
| Temporada | Torneo                 | Ronda | Club                | Resultado |
| --------- | ---------------------- | ----- | ------------------- | --------- |
| 1971      | Copa de Clubes de Asia | 1     | Bangkok Bank FC     | 0-2       |
| 1971      | Copa de Clubes de Asia | 1     | Al-Shorta Damasco   | 1-6       |
| 1971      | Copa de Clubes de Asia | 1     | Maccabi Tel Aviv FC | 1-4       |

## Cuerpo Técnico
| Nombre         | Puesto           |
| -------------- | ---------------- |
| Paramjit Singh | Entrenador       |
| Bachttar Singh | Director Técnico |